# فرانك ستنتون
السير فرانك ميري ستنتون FBA (17 مايو 1880 - 15 سبتمبر 1967) كان مؤرخًا إنجليزيًا لإنجلترا الأنجلوسكسونية، وأستاذ التاريخ في جامعة ريدينغ (1926–1946)، ورئيس الجمعية التاريخية الملكية (1937–1945) نائب رئيس جامعة ريدينغ (1946–1950).

## روابط خارجية
- أعمال أو نبذة عن فرانك ستنتون على أرشيف الإنترنت
- أوراق ستنتون
- مكتبة ستانتون
- مجموعة عملات ستنتون
- تسجيل صوتيمن محاضرة ستنتون عام 1958 بعنوان "العملة الأنجلوسكسونية والمؤرخون" أمام جمعية النقود البريطانية

| مناصب أكاديميَّة    | مناصب أكاديميَّة                           | مناصب أكاديميَّة                 |
| ----------------- | ---------------------------------------- | ------------------------------ |
| سبقه إف إم. بويكي | رئيس الجمعية التاريخية الملكية 1937–1945 | تبعه روبرت ويليام سيتون واتسون |